# Литовський похід Михайла Всеволодовича
Литовський похід Михайла Всеволодовича — масштабна військова акція чернігівського князя Михайла Всеволодовича із залученням галицьких сил, що практично збіглася за часом з захопленням князем Ярославом Всеволодовичем Смоленська, а також з вторинним розоренням монголами мордовських земель і Рязані, розоренням Мурома та Городця.

## Історія
На початку березня 1238 року володимирське військо було знищено монголами на р. Сіті, і в тому ж році помер смоленський князь Святослав Мстиславич. Литовці скористалися обставинами та захопили Смоленськ. Дізнавшись про це, Ярослав зібрав наявні сили і захопив місто, посадивши на князювання Всеволода Мстиславича, що зазвичай датується вже 1239 роком, однак, одруження Олександра Ярославича з Олександрою Брячиславівною полоцькою датується 1238 роком.
Також наприкінці 1238 року (або на початку 1239 року) з ініціативи Михайла чернігівського було проведено похід на Велике князівство Литовське з півдня. У ньому брали участь галицькі війська із 12-річним Ростиславом Михайловичем, а також чернігівські війська. На останнє вказує те, що Леонтій Войтович пов'язує із цим походом загибель двох чернігово-сіверських князів: сина Романа Ігоровича Михайла та онука Володимира Ігоровича Святослава Всеволодовича. Про інші подробиці походу невідомо.
Скориставшись відходом галицьких бояр, Данило Романович Волинський зміг остаточно заволодіти Галичем, а Ростислав, який повернувся з походу, поїхав до Угорщини.